# Burdigalium
| ❮ | System      | Serie   | Stufe        | ≈ Alter (mya) |
| ❮ | später      | später  | später       | jünger        |
| - | ----------- | ------- | ------------ | ------------- |
| ❮ | N e o g e n | Pliozän | Piacenzium   | 2,588 ⬍ 3,6   |
| ❮ | N e o g e n | Pliozän | Zancleum     | 3,6 ⬍ 5,333   |
| ❮ | N e o g e n | Miozän  | Messinium    | 5,333 ⬍ 7,246 |
| ❮ | N e o g e n | Miozän  | Tortonium    | 7,246 ⬍ 11,62 |
| ❮ | N e o g e n | Miozän  | Serravallium | 11,62 ⬍ 13,82 |
| ❮ | N e o g e n | Miozän  | Langhium     | 13,82 ⬍ 15,97 |
| ❮ | N e o g e n | Miozän  | Burdigalium  | 15,97 ⬍ 20,44 |
| ❮ | N e o g e n | Miozän  | Aquitanium   | 20,44 ⬍ 23,03 |
| ❮ | früher      | früher  | früher       | älter         |

Das Burdigalium (im deutschen Sprachgebrauch meist zu Burdigal verkürzt) ist in der Erdgeschichte die zweite chronostratigraphische Stufe des Miozäns (Neogen). Die Stufe umfasst in absoluten Zahlen (geochronologisch) den Zeitraum von etwa 20,44 bis etwa 15,97 Millionen Jahren. Die Stufe folgt auf das Aquitanium und wird vom Langhium gefolgt. Aquitanium und Burdigalium bilden das Untermiozän.

## Namensgebung und Geschichte
Der Name der Stufe leitet sich vom lateinischen Namen von Bordeaux (Frankreich), Burdigala, ab. Die Stufe und der Name wurden vom französischen Geologen Charles Depéret 1892 vorgeschlagen und in die wissenschaftliche Literatur eingeführt.

## Definition und GSSP
Die untere Grenze der Stufe wird durch das Erstauftreten der Foraminiferen-Art Globigerinoides altiaperturus bzw. die obere Grenze der magnetischen Polaritäts-Chronozone C6An definiert. Die Stufe endet mit dem Ersteinsetzen der Foraminiferen-Art Praeorbulina glomerosa bzw. der Obergrenze der magnetischen Polaritäts-Chronozone C5Cn.1n. Ein offizielles Typprofil der Internationalen Kommission für Stratigraphie (Global Stratotype Section and Point, GSSP) für diese Stufe ist noch nicht festgelegt.